# Плавание на летних Олимпийских играх 1988 — 1500 метров вольным стилем (мужчины)
Соревнования мужчин в плавании на 1500 метров вольным стилем на летних Олимпийских играх 1988 года состоялись 24 и 25 сентября в крытом бассейне Джамсил в Сеуле.
Олимпийский чемпион 1980 года и рекордсмен мира на 1500 метрах советский пловец Владимир Сальников, который доминировал на этой дистанции с конца 1970-х до середины 1980-х, в Сеуле не рассматривался как фаворит. Сальников стал только четвёртым на этой дистанции на чемпионате мира 1986 года в Мадриде, а на чемпионате Европы 1987 года в Страсбуре не сумел даже пройти в финал. Изначально даже участие в Играх трёхкратного олимпийского чемпиона Сальникова было под вопросом, он не выполнил олимпийский норматив на отборочном старте, но в итоге он всё же был включён в состав сборной СССР.

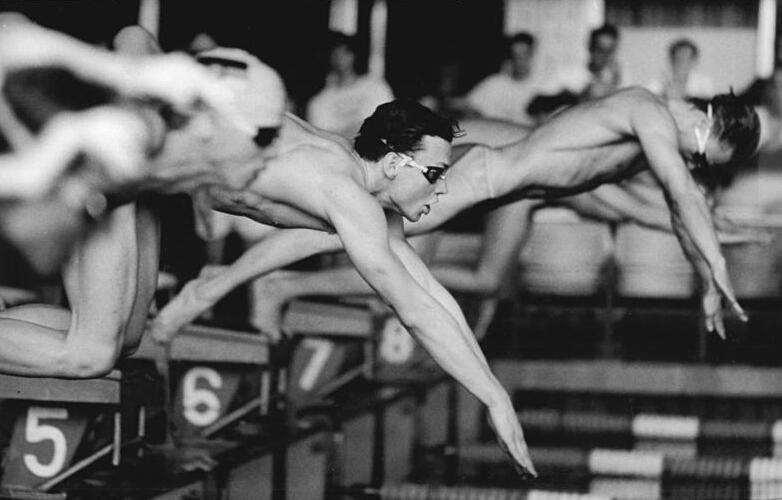
Уве Дасслер из ГДР (в центре, фото 1986 года) после золота на 400 метрах вольным стилем сумел завоевать бронзу на дистанции 1500 метров

Основным фаворитом в Сеуле был чемпион мира 1986 года и чемпион Европы 1987 года на этой дистанции 24-летний Райнер Хенкель из ФРГ. В финале чемпионата Европы 1987 года Хенкель проплыл за 15:02,23. Всего 0,07 сек уступил ему тогда чемпион Европы 1985 года Уве Дасслер из ГДР. Дасслер 23 сентября уже успел выиграть олимпийское золото на дистанции 400 метров с мировым рекордом. Также ждали сюрприза от 18-летнего итальянского универсала Стефано Баттистелли, который в возрасте 16 лет завоевал серебро на чемпионате мира в Мадриде. Ещё одним претендентом на награды был бронзовый призёр Олимпийских игр 1984 года и призёр чемпионатов Европы 1985 и 1987 годов Штефан Пфайффер из ФРГ. Олимпийский чемпион 1984 года на этой дистанции американец Майк О’Брайен не выступал на Играх 1988 года.
В предварительных заплывах очень близкие результаты показали четверо — американец Мэтт Цетлински (15:07,41), Сальников (15:07,83), Пфайффер (15:07,85), Дасслер (15:08,91). Райнер Хенкель показал только седьмой результат (15:14,64), но вышел в финал.
В финале около 600 метров лидировал Цетлински, но затем Сальников вышел вперёд. После 950 метров на второе место вышел Пфайффер, Сальников удерживал лидерство. На последних 100 метрах Дасслер догнал Цетлински и сумел опередить его в борьбе за бронзу на 0,27 сек. Пфайффер сумел приблизиться к Сальникову, но 28-летний советский пловец удержал своё первое место и стал 4-кратным олимпийским чемпионом. Сальников проплыл на 2,13 сек медленнее (15:00,40), чем в финале Олимпийских игр 1980 года. Золото Сальникова стало одним из двух для советских пловцов на Играх 1988 года, ещё одна победа на счету Игоря Полянского на дистанции 200 метров на спине. Полянский выиграл золото раньше Сальникова, таким образом победа Сальникова стала 12-й и последней в истории для советских пловцов на Олимпийских играх.

## Медалисты
| Золото                  | Серебро             | Бронза          |
| Владимир Сальников СССР | Штефан Пфайффер ФРГ | Уве Дасслер ГДР |

## Рекорды
До начала летних Олимпийских игр 1988 года мировой и олимпийский рекорды были следующими:
| Мировой рекорд     | Владимир Сальников (URS) | 14:54,76 | Москва | 22 февраля 1983 |
| Олимпийский рекорд | Владимир Сальников (URS) | 14:58,27 | Москва | 22 июля 1980    |

## Результаты

### Предварительные заплывы
24 сентября 1988 года. В финал выходят спортсмены (Q), показавшие 8 лучших результатов.
| Место | Заплыв | Спортсмен            | НОК            | Время    | Прим. |
| ----- | ------ | -------------------- | -------------- | -------- | ----- |
| 0     | -1     | !а                   | !a             | !a       |       |
| 1     | 5      | Мэтт Цетлински       | США            | 15:07,41 | Q     |
| 2     | 4      | Владимир Сальников   | СССР           | 15:07,83 | Q     |
| 3     | 3      | Штефан Пфайффер      | ФРГ            | 15:07,85 | Q     |
| 4     | 4      | Уве Дасслер          | ГДР            | 15:08,91 | Q     |
| 5     | 4      | Мариуш Подкостельный | Польша         | 15:11,19 | Q     |
| 6     | 4      | Йёрг Хоффман         | ГДР            | 15:14,13 | Q, WD |
| 7     | 5      | Райнер Хенкель       | ФРГ            | 15:14,64 | Q     |
| 8     | 5      | Дарьян Петрич        | Югославия      | 15:16,99 | Q     |
| 9     | 3      | Кевин Бойд           | Великобритания | 15:17,56 | Q     |
| 10    | 5      | Лука Пеллегрини      | Италия         | 15:18,80 |       |
| 11    | 4      | Майкл Маккензи       | Австралия      | 15:19,36 |       |
| 12    | 3      | Кристоф Маршан       | Франция        | 15:22,19 |       |
| 13    | 4      | Франк Яконо          | Франция        | 15:22,66 |       |
| 14    | 5      | Джейсон Пламмер      | Австралия      | 15:22,85 |       |
| 15    | 2      | Вальтер Калауш       | Венгрия        | 15:23,01 |       |
| 16    | 3      | Кристофер Чэлмерс    | Канада         | 15:23,22 |       |
| 17    | 5      | Стефан Перссон       | Швеция         | 15:24,33 |       |
| 18    | 3      | Игор Майцен          | Югославия      | 15:29,16 |       |
| 19    | 3      | Харри Тейлор         | Канада         | 15:30,31 |       |
| 20    | 3      | Стефано Баттистелли  | Италия         | 15:36,54 |       |
| 21    | 4      | Артур Войдат         | Польша         | 15:37,52 |       |
| 999   | 999    | ЯЯЯ                  | ~z             | ~z       |       |

### Финал
25 сентября 1988 года.
| Место | Дорожка | Спортсмен            | НОК            | Время    | Прим. |
| ----- | ------- | -------------------- | -------------- | -------- | ----- |
| 0     | -1      | !а                   | !a             | !a       |       |
| 1     | 5       | Владимир Сальников   | СССР           | 15:00,40 |       |
| 2     | 3       | Штефан Пфайффер      | ФРГ            | 15:02,69 |       |
| 3     | 6       | Уве Дасслер          | ГДР            | 15:06,15 |       |
| 4     | 4       | Мэтт Цетлински       | США            | 15:06,42 |       |
| 5     | 2       | Мариуш Подкостельный | Польша         | 15:14,76 |       |
| 6     | 7       | Райнер Хенкель       | ФРГ            | 15:18,19 |       |
| 7     | 8       | Кевин Бойд           | Великобритания | 15:21,16 |       |
| 8     | 1       | Дарьян Петрич        | Югославия      | 15:37,12 |       |
| 999   | 999     | ЯЯЯ                  | ~z             | ~z       |       |